# Wyssoke
Wyssoke (ukrainisch Високе; russisch Высокое/Wyssokoje) ist eine Siedlung städtischen Typs im Osten der Ukraine in der Oblast Donezk mit etwa 400 Einwohnern.

## Geographie
Die Siedlung städtischen Typs liegt im Donezbecken, etwa 14 Kilometer östlich vom Oblastzentrum Donezk und 13 Kilometer südöstlich vom Stadtzentrum von Makijiwka, zu dessen Stadtkreis sie zählt, entfernt.
Der Ort gehört zur Siedlungsratsgemeinde von Hrusko-Sorjanske (2 Kilometer nordöstlich gelegen), welche verwaltungstechnisch dem Stadtrajon Hirnyz innerhalb von Makijiwka zugeordnet ist.

## Geschichte
Der Ort entstand als Bergbausiedlung in nach dem Ersten Weltkrieg, 1957 bekam Wyssoke den Status einer Siedlung städtischen Typs, seit Sommer 2014 ist der Ort im Verlauf des Ukrainekrieges durch Separatisten der Volksrepublik Donezk besetzt.